# Bahr Yussef

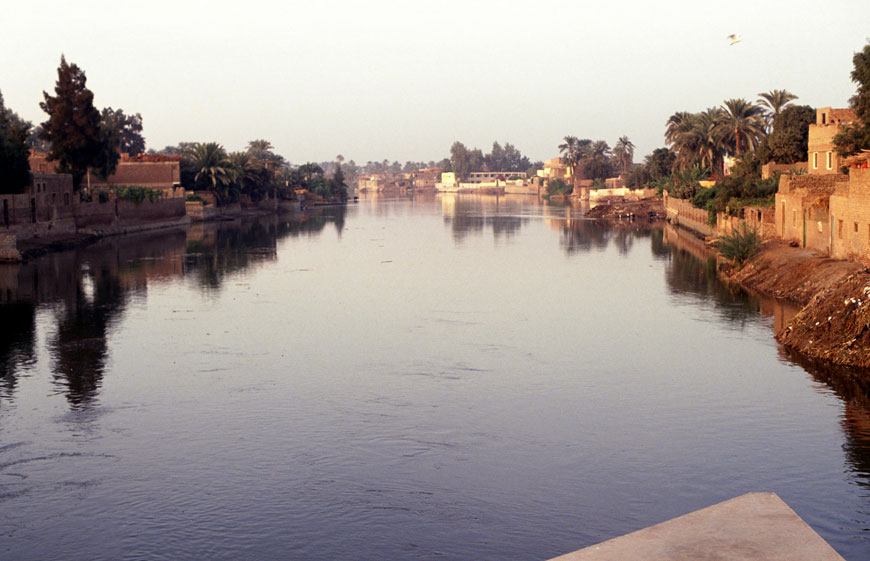
Il canale nei pressi di Minya

Il Bahr Yussef ( arabo بحر يوسف, DMG Baḥr Yūsuf  'Canale di Giuseppe') detto anche il "Grande Canale" o "Canale di Giuseppe", è un ramo del Nilo in Egitto che alimenta il bacino del Fayyum.
Sotto l'antico faraone egiziano Amenemhat II, appartenente alla XII dinastia, il corso naturale di questo ramo del Nilo fu trasformato in un canale per garantire un rifornimento idrico continuo verso la depressione del Fayyum, ora un bacino simile a un'oasi, che si trova a circa 100 km a sud-ovest del Cairo, e per paesi e città come al-Fayyūm. Sfocia nel lago senza drenaggio Qarun, che si trova a circa 45 m sotto il livello del mare .
Sempre nella Valle del Nilo, il Canale di Giza, che corre parallelo al Nilo a nord, si dirama da Bahr Yussef vicino a El-Lahun, che si trova all'ingresso orientale della valle che porta al bacino del Fayyum.
Deve il suo nome al fatto che le popolazioni arabe del Medioevo attribuivano le sue origini all'opera del Patriarca Giuseppe come visir del Faraone egiziano Amenemhat II.